# Miandrarivo
Miandrarivo är en ort i Madagaskar.   Den ligger i regionen Vakinankaratraregionen, i den centrala delen av landet, 100 km sydväst om huvudstaden Antananarivo. Miandrarivo ligger 1 424 meter över havet och antalet invånare är 27 000.
Terrängen runt Miandrarivo är huvudsakligen kuperad, men den allra närmaste omgivningen är platt. Terrängen runt Miandrarivo sluttar västerut. Runt Miandrarivo är det ganska tätbefolkat, med 108 invånare per kvadratkilometer. Det finns inga andra samhällen i närheten. Omgivningarna runt Miandrarivo är huvudsakligen savann.